# Leptispa filiformis
Leptispa filiformis es una especie de insecto coleóptero de la familia Chrysomelidae.
Fue descrita científicamente en 1842 por Germar.